# Kanzel (Meux)

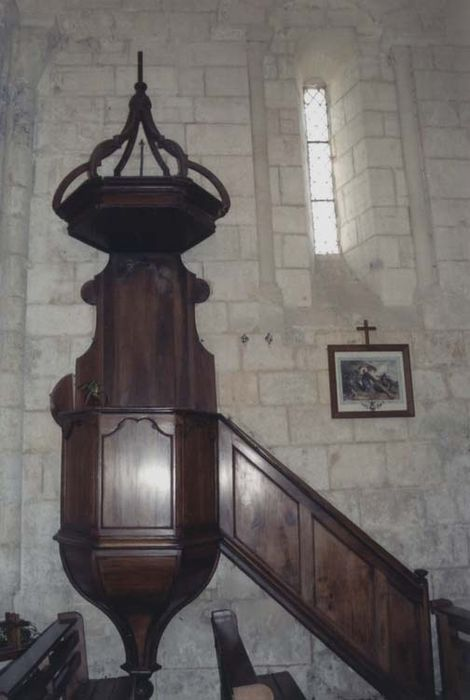
Kanzel in Meux

Die Kanzel in der Kirche St-Martin in Meux, einer französischen Gemeinde im Département Charente-Maritime der Region Nouvelle-Aquitaine, wurde im 19. Jahrhundert geschaffen. Die Kanzel aus Holz wurde 2005 als Monument historique in die Liste der geschützten Objekte (Base Palissy) in Frankreich aufgenommen.
Die Kanzel besitzt keinerlei Dekor. Der Schalldeckel wird von einem Kreuz auf einer hölzernen Krone abgeschlossen.